# Family Circle Cup 2003
Il Family Circle Cup 2003 è stato un torneo di tennis giocato sulla terra verde.
È stata la 31ª edizione del Family Circle Cup, che fa parte della categoria Tier I nell'ambito del WTA Tour 2003.
Si è giocato al Family Circle Tennis Center di Charleston negli Stati Uniti dal 7 al 13 aprile 2003.

## Campionesse

### Singolare
Justine Henin-Hardenne ha battuto in finale  Serena Williams con il punteggio di 6–3, 6–4

### Doppio
Virginia Ruano Pascual /  Paola Suárez hanno battuto in finale  Janette Husárová /  Conchita Martínez con il punteggio di 6–0, 6–3